# Torsten Pötzsch

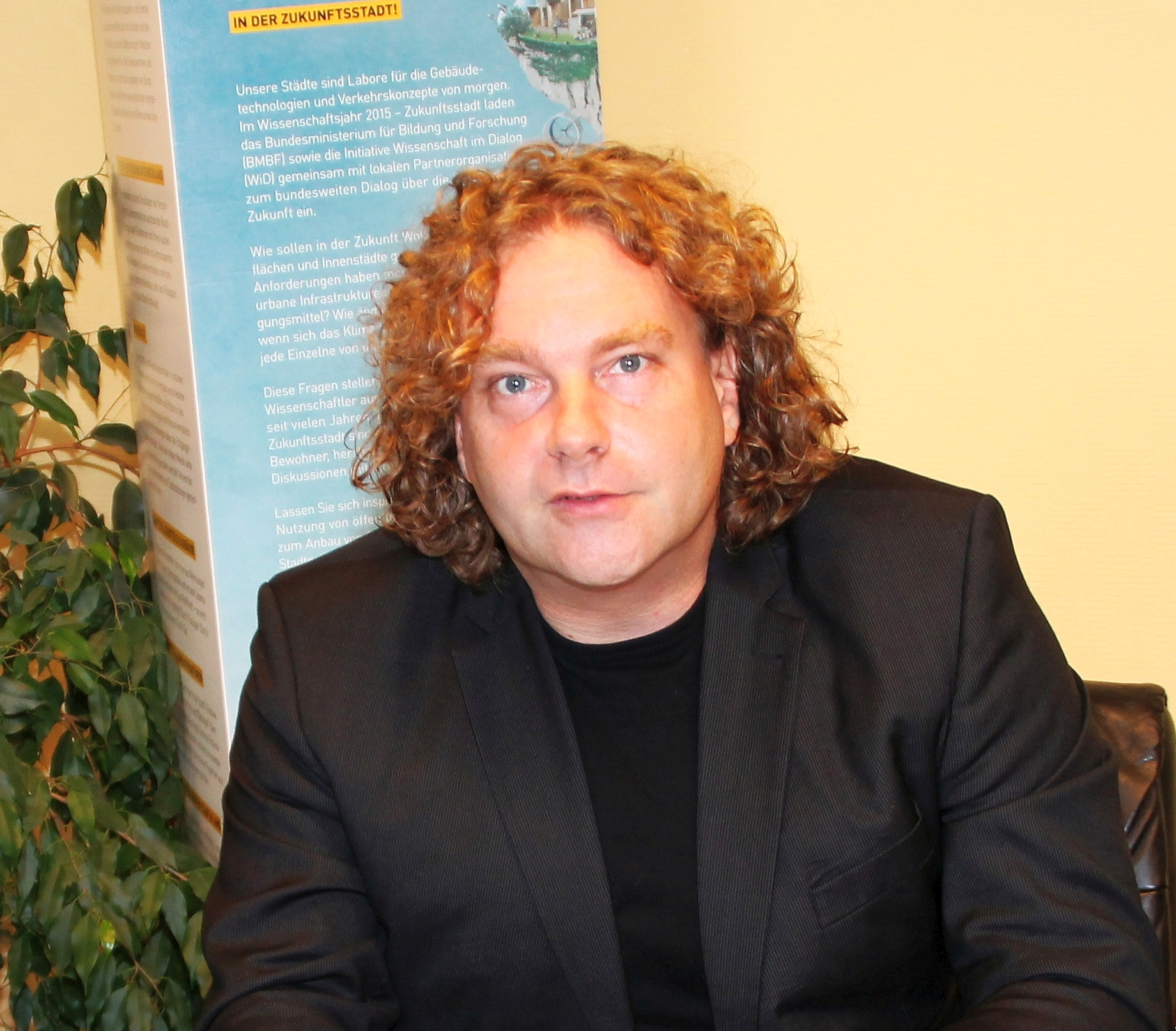
Torsten Pötzsch (2016)

Torsten Pötzsch (* 29. April 1971 in Forst (Lausitz)) ist ein deutscher Kommunalpolitiker (Wählervereinigung Klartext). Er war von 2010 bis 2024 Oberbürgermeister von Weißwasser/Oberlausitz in Sachsen.

## Leben und Beruf
Torsten Pötzsch wurde in Forst (Lausitz) in der DDR geboren. Seine Eltern zogen einige Monate nach seiner Geburt nach Weißwasser um. Dort besuchte Pötzsch die Polytechnische Oberschule Bruno Bürgel und anschließend die Erweiterte Oberschule Lew Landau, wo er 1989 die Abiturprüfung ablegte. 1990 begann er eine Ausbildung als Bankkaufmann bei der örtlichen Sparkasse, wo er bis zum Jahr 2000 arbeitete, zuletzt als Firmenkundenbetreuer. Er absolvierte ein Fern-/Direktstudium zum Sparkassenbetriebswirt. Anschließend arbeitete er in einem regional ansässigen Maschinenbauunternehmen als Controller. Ende 2002 gründete er eine Personengesellschaft für Eventmarketing und organisierte gemeinsam mit der Stadtverwaltung den Tag der Sachsen 2005 in Weißwasser/Oberlausitz.
Bei der Oberbürgermeisterwahl von Weißwasser/Oberlausitz im Jahr 2010 stellte er sich mit fünf weiteren Kandidaten zur Wahl. Im zweiten Wahlgang wurde er mit 54 % der abgegebenen Stimmen zum neuen Oberbürgermeister gewählt. Die aktuelle, zweite Amtszeit geht bis 2024. Aufgrund gezielt in Umlauf gebrachter Falschinformationen über sich und auch Morddrohungen kandidierte er nicht mehr für eine dritte Amtszeit.

## Politik
2004 gründete er mit einigen Freunden die Wählervereinigung Klartext. Als offene und unbürokratische Interessenvertretung wollten sie ein Sprachrohr für die Jugend sein und stellten ihre Arbeit in den Dienst des Gemeinwohls der hier lebenden Menschen. Torsten Pötzsch zog 2004 in den Weißwasseraner Stadtrat ein, bis er sein Amt 2007 niederlegen musste, da er vom Stadtrat zum Geschäftsführer der kommunalen Wohnungsbaugesellschaft berufen wurde. 
Am 7. November 2010 übernahm Pötzsch das Amt des Oberbürgermeisters in Weißwasser.
Im Jahr 2014 und 2019 kandidierte er über die Freien Wähler für den Kreistag des Landkreises Görlitz, wo er seit 2014 Mitglied ist. 2014 und 2019 ist er zum ehrenamtlicher zweiten Stellvertreter des Landrat Bernd Lange gewählt worden.
Als Oberbürgermeister und Kreistagsmitglied ist er in verschiedenen Gremien tätig. Er ist Mitinitiator des kommunalen Bündnisses Lausitzrunde und dessen Sprecher für den sächsischen Landesteil. Er ist seit Anfang 2020 Aufsichtsratsvorsitzender der Wirtschaftsregion Lausitz GmbH – dessen Gesellschafter die Landkreise Dahme-Spreewald, Elbe-Elster, Spree-Neiße, Oberspreewald-Lausitz, Görlitz, Bautzen und die kreisfreie Stadt Cottbus sind.
Pötzsch setzt sich nach eigenen Angaben in seiner Arbeit für einen sozialen Strukturwandel im Zuge des Ausstiegs aus der Braunkohleverstromung in der Lausitz ein und will durch Neuansiedlungen und Stärkung der vorhandenen Unternehmen und Kompetenzen einen weiteren Strukturbruch für seine Heimatregion verhindern. Mit verschiedenen Partnern versucht er Menschen, Organisationen (z. B. dem WWF Deutschland) und Unternehmen europaweit für seine Heimat zu begeistern und neue Ankerorte zu schaffen. Ein Beispiel für einen solchen Ort ist das Gelände des ehemaligen Glasbetriebes Telux in Weißwasser, auf welchen seit Spätsommer 2017 das Soziokulturelle Zentrum Telux sowie aktuell erste Beispiele von Kreativwirtschaft und weiterer kleinerer Unternehmen verortet sind.
Gemeinsam setzt er sich u. a. mit dem Bürgermeister Thomas Zschornak der sächsischen Gemeinde Nebelschütz und der sächsischen Landtagsabgeordneten und Fraktionsvorsitzenden Franziska Schubert von den Bündnis 90/Die Grünen für andere Wege in der Kommunalpolitik ein. Anstelle des Begriffes „Nachhaltigkeit“ sprechen sie von „Enkeltauglich“ – so soll die Zukunft der Region gestaltet werden, mit Blick auf mögliche Chancen für spätere Generationen.
Seine Wählervereinigung war nach den Kommunalwahlen 2019 bis 2024 mit sieben Sitzen die stärkste Fraktion des 21+1 Mitglieder zählenden Stadtrats von Weißwasser. Seine zunächst geplante Kandidatur für die Bürgermeisterwahl am 1. September 2024 zog Pötzsch im Verlauf des Wahlkampfes zurück, seine Amtszeit endete am 7. November 2024.

## Ehrenamt und Engagement
Torsten Pötzsch ist Mitglied in verschiedenen Netzwerken, wie dem Mobile Jugendarbeit und Soziokultur e.V., dem Bündnis Oberlausitz oder den Raumpionieren Oberlausitz sowie Gründungsmitglied von regional engagierten Vereinen wie dem Neufert-Bau Weißwasser e.V.
Mit dem Neufert-Bau Weißwasser e.V. ist er bestrebt, das Erbe der Bauhauskultur in seiner Stadt den Einwohnern und Besuchern näher zu bringen. Zu den Aktivitäten des Vereins zählt es, ein altes Lagerhaus (den Neufert-Bau), der von dem Bauhausarchitekten Ernst Neufert für seinen Freund, den Bauhausdesigner Wilhelm Wagenfeld, errichtet wurde, zu sanieren und der Öffentlichkeit als historisches Baudenkmal wieder zugänglich zu machen.
Im Mai 2020 wurde er von der Deutschen Nationalstiftung mit dem Deutschen Nationalpreis ausgezeichnet, der mit 30.000 € dotiert ist. Die Jury begründete die Auszeichnung damit, dass Pötzsch unermüdlich den Dialog mit den Bürgern suche, obwohl er bedroht werde und bereits ein Anschlag auf sein Leben verübt wurde.

## Privates
Pötzsch lebt zusammen mit seiner Lebensgefährtin und den gemeinsamen beiden Kindern in seiner Heimatstadt Weißwasser/O.L. In seiner Freizeit spielt er Volleyball, Tischtennis und Tennis. Seit 1990 betreibt mit weiteren Freunden eine mobile Discothek mit Namen „Nihil Novum Sole“ und tritt als „DJ OB“ bei verschiedenen Veranstaltungen auf.